# Sylve Bengtsson
Pour les articles homonymes, voir Bengtsson.
Sylve Bengtsson (né le 2 juillet 1930 à Halmstad en Suède et mort le 30 avril 2005) est un joueur et entraîneur de football et suédois.

## Biographie
Il commence sa carrière dans le club suédois de l'Halmstads BK à l'âge de 17 ans en 1947 lors d'une défaite 5-0 contre Djurgårdens IF. En 1948, l'Halmstads BK est relégué de l'Allsvenskan et Sylve quitte donc le club pour l'Hälsingborgs IF (maintenant Helsingborgs IF). Pendant sa période dans le club, il effectue ses premiers matchs internationaux avec la Suède, et prend part à l'effectif suédois qui remporte la médaille de bronze lors des Jeux olympiques de 1952 à Helsinki.
Après ces Jeux olympiques d'été, il retourne au Halmstads BK et aide le club à retourner en Allsvenskan. Lors de la saison 1954-55, il remporte le Stora Silvret avec le club, titre de meilleur buteur du championnat suédois avec 22 buts. Halmstads BK est encore relégué en 1959 et en 1961, Sylve quitte le club pour le Gnosjö IF avec qui il joue trois saisons avant de retourner en Allsvenskan à l'Hälsingborgs IF pour y évoluer entre 1964 et 1965.
En 1967, il retourne au Halmstads BK pour y prendre les rênes en tant qu'entraîneur et, en 1968, devient l'entraîneur du Laholms FK, club juste un peu au sud de Halmstad, puis retourne au Halmstads BK pour une courte période durant l'été 1971 et les mène en Allsvenskan.
En plus de sa carrière de football, il a également travaillé en tant que boulanger et confiseur.

## Palmarès

### Club
Halmstads BK :
- Allsvenskan :
  - Finaliste (1) : 1954-1955

### Individuel
- Meilleur buteur de l'Allsvenskan :
  - 1955-1956

### Sélection
équipe de Suède :
- Jeux olympiques d'été :

3e place (1) : 1952